# Manicure (canción)
«Manicure» (tipografiado como MANiCURE) —en español: «Manicura»— es una canción interpretada por la cantante y compositora estadounidense Lady Gaga e incluida en su tercer  álbum de estudio, ARTPOP de 2013. Gaga la compuso y produjo junto a Dino Zisis, Nick Monson y Paul «DJ White Shadow» Blair. Es una canción rock que presenta influencias desde el heavy metal, al rythm and blues, y a la música pop, y una instrumentación basada en el uso de guitarras eléctricas con estilo funk; su letra habla sobre renovarse física y espiritualmente para conquistar a una persona.
Después del lanzamiento del álbum la pista recibió comentarios, en su mayoría positivos, por parte de los críticos de música contemporánea. Aunque no se lanzó como sencillo, «MANiCURE» logró posicionarse en el puesto número 60 del conteo coreano South Korean Gaon Chart tras vender 146 589 copias digitales. Por otro lado, Gaga interpretó la canción en varias presentaciones en vivo, incluyendo los conciertos de su cuarta gira musical Artrave: The Artpop Ball Tour.

## Antecedentes y composición
Lady Gaga, Dino Zisis, Nick Monson y  Paul «DJ White Shadow» Blair escribieron y produjeron «MANiCURE», la grabación y mezcla estuvieron a cargo del ingeniero Dave Russell, mismo que había trabajado anteriormente con Gaga, para el álbum Born This Way de 2011. Previo al lanzamiento de ARTPOP, la cantante subió mediante su cuenta oficial de YouTube un fragmento de la pista siendo interpretada en vivo, esto formaba parte del ensayo anticipado al iTunes Festival en su edición de 2013. Después de ser presentada por primera vez en vivo, Gaga reveló el título del tema en su cuenta oficial de Twitter, el mensaje adjuntaba un dibujo creado por un seguidor. «MANiCURE» es una canción rock que presenta una gama de distintas influencias musicales, tales como el heavy metal, el pop y el rythm and blues. Su producción incluye el uso de guitarras eléctricas estilo funk.
La pista combina temas sobre la sexualidad y el amor. Su letra ambigua es una «oda a las ventajas superficiales» y habla sobre renovarse física y espiritualmente para conquistar a una persona o bien sobre «ser curada por un hombre en una forma sexual». «MANiCURE» arranca con el verso «Ponte un poco de lápiz labial, perfume en el cuello y desliza tus tacones altos» considerado como «un inicio descarado y demandante» por Joseph Apodaca de On The Red Carpet. Tras finalizar el primer estribillo, Gaga canta la segunda estrofa «Tócame en la oscuridad / Pon tus manos en todas las partes de mi cuerpo» descrito por Darryl Sterdan del periódico Toronto Sun como uno de los versos más sobresalientes de la pista. El tema finaliza con un extenso solo de guitarra eléctrica.

## Recepción

### Recepción de la crítica
«MANiCURE» obtuvo una recepción mayormente positiva por parte de los críticos de música contemporánea. El escritor y crítico Jason Lipshutz de la revista Billboard, en su reseña de ARTPOP comentó que: «Es una elección obvia para ser sencillo futuro, «MANiCURE» ofrece todo lo que un fan sufre esperando un nuevo «Poker Face». Tiene un estribillo que se injerta en el cerebro del oyente después de una sola escucha, dobles significados derivados de gritos y un arreglo colorido que destaca por una avería de guitarra estilo funk». Bree Gashparac del sitio web Take 40 aseguró que «La pista es mucho más rock sobre la base de las canciones anteriores del álbum, las cuales tienen un ambiente pop real» también comentó que «la canción sería un partido perfecto para la noche», igualmente elogió el uso de guitarras eléctricas al final de la canción.
Por otro lado Darryl Sterdan de Toronto Sun señaló que la pista pertenecía al género musical rythm and blues y Alexis Petridis The Guardian catalogó la letra de «MANiCURE» como sexual. La escritora Lucina Sinclair del sitio Pop Dust calificó la pista con cuatro puntos de cinco. En su artículo señaló que:

«MANiCURE es una de las pistas más fuertes que hay en el álbum, tiene un  desglose fantástico para que coincida con el ritmo de baile loco que se mantiene constante a lo largo de la pista. Esta canción es refrescante, Gaga sin duda, quiere ir a lo seguro con  esta melodía. No obstante, esta pista está obligada a ganar algún título Top Song y estar en las listas de Billboard o entre las mejores canciones de iTunes.»

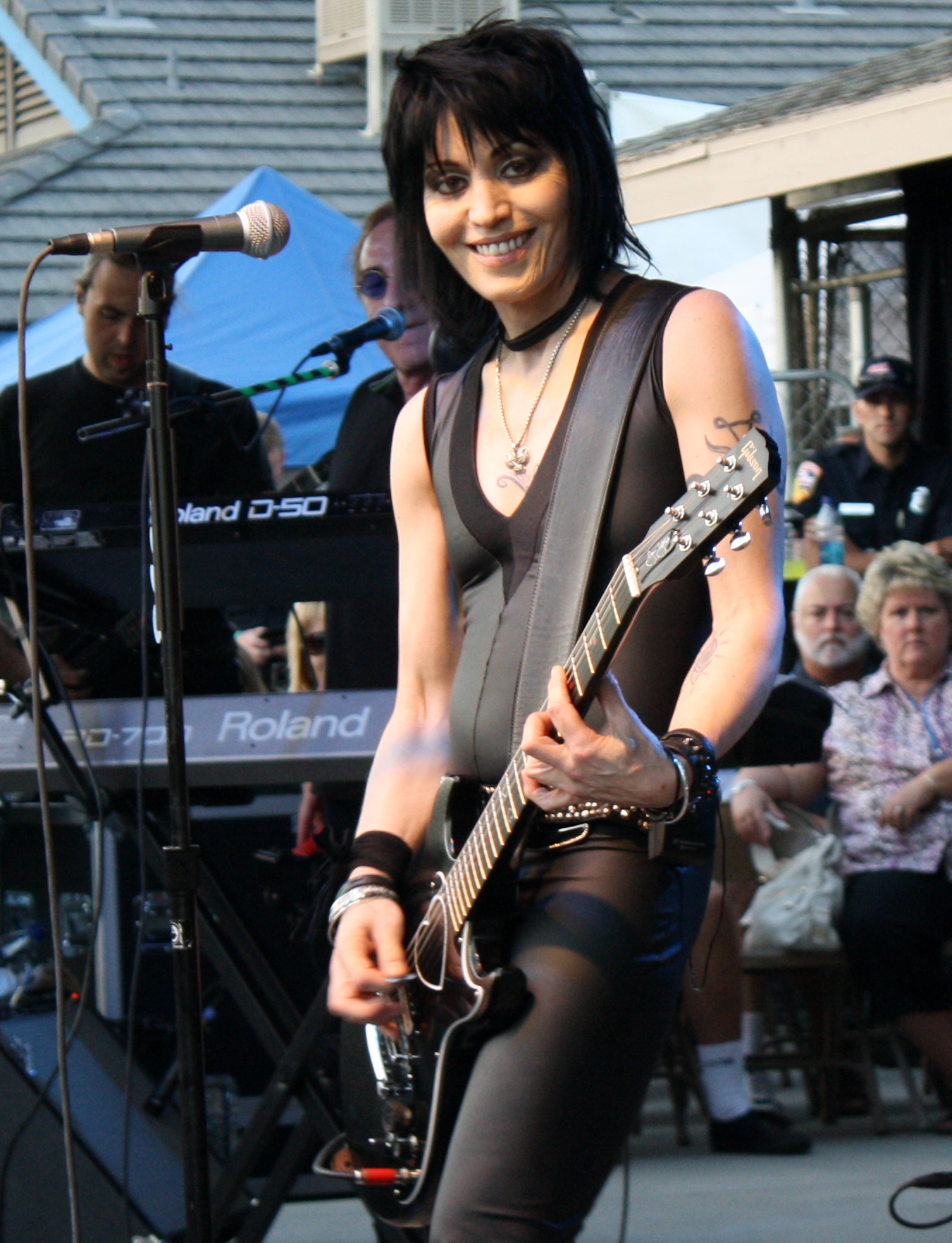
La voz de Gaga fue comparada con el rango vocal de la intérprete Joan Jett.

Por otra parte, el escritor Raúl Guillén de Jenesaispop en su crítica de ARTPOP, comentó que «MANiCURE» es una cosa con guitarras heavy metal sin sustancia alguna en la que la voz de Gaga resulta particularmente desagradable». Sin embargo, Melinda Newman de HitFix, calificó la pista con un B+, también comentó que «Su voz es agresiva, parecida a la de Annie Lennox en «I Want A Man» cruzado con Joan Jett, impulsa esta pista palpitante, un ARTPOP más accesible sobre un asesino en serie» también añadió que «se desplaza en un baile estilo Industrial al final de la canción, sin embargo aun así termina de forma fuerte». Michael Wood de Los Angeles Times catalogó la pista como «un intento fallido» al igual que a los temas «Donatella» y «Jewels N' Drugs». Caryn Ganz de Rolling Stone comentó que Gaga «cae por su propio juego de palabras cursis en la glamorosa MANiCURE». El crítico Mike Diver de Clash Music dijo que «MANiCURE y «Swine» encuentran un rugido más rock con el sabor de Gaga imitando Christina Aguilera. Lo cual no es algo malo». Por otro lado Joseph Apodaca de On The Red Carpet comparó la pista con el sencillo «That's Not My Name» del dúo británico The Ting Tings. En su opinión, Malachi del sitio web The Honesty Hour comentó que: «la pista tiene un sonido futuristico» además de seleccionarla como la quinta mejor canción del álbum. James Montgomery del canal Music Television en su artículo sobre el iTunes Festival 2013, comentó que la canción tenía un parecido con el sencillo «Bad Reputation» de Joan Jett, también señaló que la pista era un «backbeat de rock».
Cabe destacar que la cantante británica Adele, quien asistió a la presentación de Gaga en el iTunes Festival 2013, mencionó mediante su cuenta oficial de Twitter que «MANiCURE» era «la mejor canción», además agradeció a la cantante por haber ofrecido el concierto.

### Resultados comerciales
A pesar de no ser lanzada como sencillo, «MANiCURE» entró en el principal conteo de Corea del Sur. Después del lanzamiento de ARTPOP, la pista alcanzó la cantidad de 2 811 copias vendidas y así logró posicionarse en el número 60 del conteo South Korean Gaon Chart. A la siguiente semana descendió al puesto número 77 con un total 146 589 ventas digitales.

## Presentaciones en vivo y uso en los medios
«MANiCURE» fue interpretada por primera vez durante el iTunes Festival en 2013, en dicho concierto la cantante también presentó varios temas del álbum ARTPOP. El 11 de noviembre, Gaga realizó una fiesta llamada artRave en el Astillero Naval de Brooklyn para celebrar el lanzamiento mundial del álbum. Realizó un espectáculo donde abrió con «Aura» y «ARTPOP» mientras vestía un traje inflable blanco. La producción incluía una escenografía totalmente blanca, grandes pantallas proyectando el nombre de Gaga y Jeff Koons, una plataforma de tres pisos con superficie rotable en el centro del escenario y además un piano aislado. Tras quitar una parte de su traje, la cantante interpretó «MANiCURE» y otros temas más del álbum. El 18 de octubre de 2013, Gaga hizo un especial de acción de gracias junto a de The Muppets. En dicho espectáculo, la cantante interpretó «MANiCURE» junto a sus guitarristas, el programa fue transmitido el 28 de noviembre de 2013 mediante ABC. El 13 de marzo de 2014, Gaga cantó «MANiCURE» durante su participación en el SXSW Festival de Doritos. También fue agregada al repertorio del Artrave: The Artpop Ball Tour, la cuarta gira musical de la cantante. Adam Carlson de Billboard señaló que en la interpretación de la canción el 6 de mayo de 2014 en la Philips Arena, en Atlanta, «fue una de las mejores». En su opinión, Scott Mervis del diario Pittsburgh Post-Gazette describió la interpretación de «MANiCURE» como un «pop animador».
Por otro lado, la pista fue usada en los créditos del vídeo musical del sencillo «G.U.Y.», el cual dura casi 12 minutos y aproximadamente en los últimos cuatro minutos suena «MANiCURE».

## Posicionamiento en listas

### Semanales
| Corea del Sur | South Korean Gaon Chart | 60 |

## Créditos y personal
- Voz principal – Lady Gaga
- Guitarra eléctrica – Doug Aldridge, Tim Stewart
- Instrumentación – Joanne Tominaga
- Masterización – Gene Grimaldi
- Mezcla – Dave Russell, Benjamin Rice, Ghazi HouraniBill Malina
- Producción – Lady Gaga, Paul «DJ White Shadow» Blair
- Coproductor – Dino Zisis, Nick Monson
- Programación – Rick Pearl
- Grabación – Dave Russell, Bill Malina, Andrew Robertson, Benjamin Rice
- Letra – Lady Gaga, Dino Zisis, Nick Monson, Blair

Fuente: Discogs